# Ytter-Röversjön
Ytter-Röversjön är en sjö i Bergs kommun i Härjedalen och ingår i Ljungans huvudavrinningsområde. Sjön är 20 meter djup, har en yta på 2,15 kvadratkilometer och befinner sig 616,2 meter över havet. Sjön avvattnas av vattendraget Rövran.

## Delavrinningsområde
Ytter-Röversjön ingår i det delavrinningsområde (697736-136939) som SMHI kallar för Utloppet av Ytter-Röversjön. Medelhöjden är 654 meter över havet och ytan är 10,6 kvadratkilometer. Räknas de 19 avrinningsområdena uppströms in blir den ackumulerade arean 156,96 kvadratkilometer. Rövran som avvattnar avrinningsområdet har biflödesordning 2, vilket innebär att vattnet flödar genom totalt 2 vattendrag innan det når havet efter 306 kilometer. Avrinningsområdet består mestadels av skog (75 procent). Avrinningsområdet har 2,25 kvadratkilometer vattenytor vilket ger det en sjöprocent på 21,2 procent.